# Diacoye Banga
Pour les articles homonymes, voir Banda.
Diacoye Banga est un village du Sénégal situé en Basse-Casamance. Il fait partie de la communauté rurale de Suelle, dans l'arrondissement de Sindian, le département de Bignona et la région de Ziguinchor.
Lors du dernier recensement (2002), la localité comptait 637 habitants et 89 ménages.